# Posebni ornitološki rezervat Otoci Mrkan, Bobara i Supetar
Posebni ornitološki rezervat Otoci Mrkan, Bobara i Supetar nalazi se na jugu Hrvatske i pokriva dio Cavtatskih otoka.
Rezervat obuhvaća otoke Mrkan, Bobara i Supetar. Otoci su značajno gnijezdilište velike kolonije galeba klaukavca, po nekim podacima s čak 2000 parova, zbog čeja je 1975. godine proglašen posebni ornitološki rezervat. Površina posebnog ornitološkog rezervata iznosi oko 38 ha (380 000 m2). 

## Zemljopisni položaj i geomorfološke osobitosti
Otočna skupina Cavtatski otoci nalazi u južnom Jadrana, na ulazu u Župski zaljev, 2 km od Cavtata. Pružaju se u smjeru sjeverozapad-jugoistok, kao i cijela istočna jadranska obala i gorje Dinarida, u nizu jedan iza drugog. Geološku podlogu najvećim dijelom čine sedimentne stijene, uglavnom vapnenačke, a na pojedinim mjestima dolomiti iz mezozoika, ostatak nekadašnjeg Lapadskog grebena.
Mrkan i Bobara su najveći otoci u rezervatu, kao i u Cavtatskim otocima. Njihove sjeverne obale su niske i dosta blago položene, a južne, koje gledaju prema otvorenom moru su znatno strmije, visoke do 30 metara, jer su izložene intenzivnom abrazijskom djelovanju valova. Obala ne dopušta jednostavan pristup otocima, a nema ni izgrađenih pristaništa. Otoci su nenastanjeni, a Mrkan posjećuju samo pastiri koji povremeno dovode stoku na ispašu, koju tamo ostavljaju na duži rok.
Otok Mrkan, od kopna udaljen 1,1 km, je najveći u skupini, s dimenzijama 1500 x 350 metara i površinom od 0,197 km2. Sastoji se od dva brežuljka, jugoistočnog visine 65 m i sjeverozapadnog visine 45 m. Prekriven je gustom vegetacijom mediteranske makije, uglavnom teško prohodnom. Na blago položenom obronku, na visini od oko 40 m, nalaze se ostaci crkve Sv. Mihajla iz predromaničkog razdoblja.
Nešto manja i niža Bobara je od kopna udaljena 2,4 km. Duga je oko 600 m, a široka do 200 m, te ima površinu od 0.064 km2. Iz mora se uzdiže 45 metara. Nižim dijelovi su obrasli travom, a viši nižom makijom. Na Bobari se nalaze ostaci zidova nekadašnje karantene.
Rezervatu pripada i ostatak Cavtatskih otoka, nekoliko malih, niskih i oštrih hridi; Mrkanac(jugoistočno od Mrkana), te Trava, Hljeb i Ražnjić (jugoistočno od Bobare). Trava i nešto u većoj mjeri Hljeb su djelomično prekriveni oskudnom vegetacijom, dok su Mrkanac i Ražnjić potpuno goli i bez tragova kopnene flore.
Otočić Supetar ne spada u Cavtatske otoke, i nalazi se izdvojen, prema sjeveru u unutrašnjost zaljeva. Supetar je najmanji, vrlo nizak, s nisko položenom obalom, s najvećom visinom od samo 8 metara.